# Wilfordia
Wilfordia es un género de foraminífero bentónico de la familia Acervulinidae, de la superfamilia Acervulinoidea, del suborden Rotaliina y del orden Rotaliida. Su especie tipo es Wilfordia sarawakensis. Su rango cronoestratigráfico abarca el Eoceno superior.

## Clasificación
Wilfordia incluye a las siguientes especies:
- Wilfordia sarawakensis